# Pterolophia keyensis
Pterolophia keyensis là một loài bọ cánh cứng trong họ Cerambycidae.